# ラヘマー国立公園
ラヘマー国立公園（ラヘマーこくりつこうえん、エストニア語: Lahemaa rahvuspark）は、エストニアの北部にある国立公園である。1971年に国立公園として制定された。ソビエト連邦の初の国立公園である。首都タリンから70キロメートル東に位置する。海岸、森林、河川、湿原など豊かな自然に恵まれ、ナベコウ（黒コウノトリ）やヨーロッパミンクをはじめとする希少な野生動物が生息する。